# ヤウンデ第一大学
ヤウンデ第一大学（ヤウンデだいいちだいがく、フランス語: Université de Yaoundé I）はカメルーンのヤウンデにある国立大学。1993年に、ヤウンデ大学がヤウンデ第一大学とヤウンデ第二大学へ分割されることにより創設された。キャンパスはンゴア＝エケレ地区 (Ngoa-Ekellé) にある。

## 日本との関係
- 国際協力機構の支援によりバイオトイレの整備が行われている[3]。